# Interrogatorio
L'interrogatorio è un istituto, generalmente previsto dall'ordinamento giuridico, consistente in una serie di domande rivolte dall'autorità giudiziaria o dalla polizia giudiziaria nell'ambito di un processo o di un'indagine.

## Nel mondo

### Italia
La disciplina è diversa nel diritto processuale civile e nel diritto processuale penale. Nel primo l'interrogatorio può essere formale e libero, mentre nel secondo sono necessari diversi passaggi formali.